# Real Audiencia von Santo Domingo

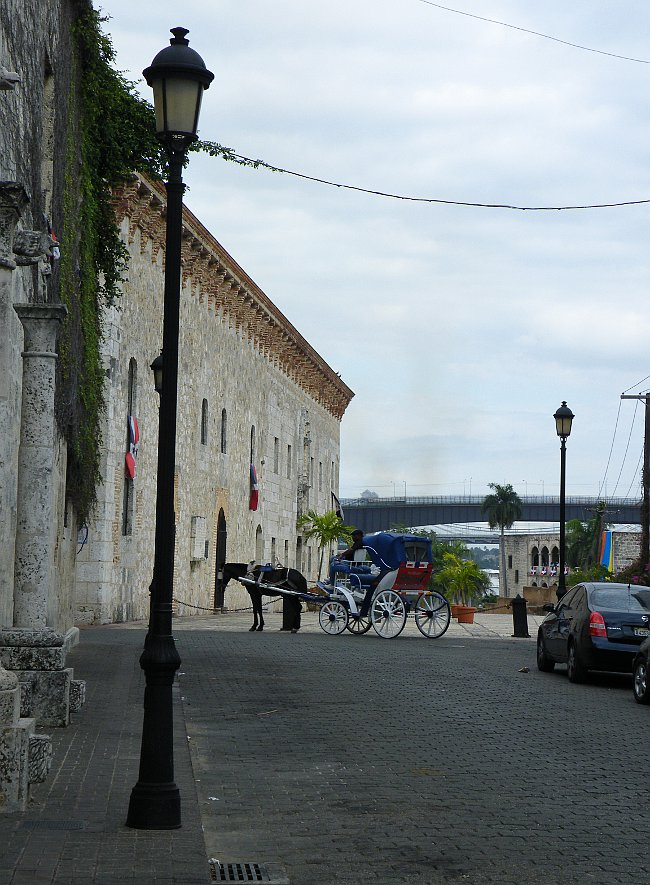
Die Real Audiencia von Santo Domingo hatte ihren Sitz im heutigen Museo de la Casas Reales von Santo Domingo

Die Real Audiencia von Santo Domingo (auf Spanisch vollständig: Audiencia y Cancillería Real de Santo Domingo en la Isla Española) war ein Gerichtshof in Santo Domingo, eine Institution der Kolonialverwaltung und zugleich ein Gerichtsbezirk (Real Audiencia) der spanischen Krone. Sie bestand von 1511 bis 1795 im Rahmen des Vizekönigreichs Neuspanien.

## Die Rolle derReal Audienciasin den Kolonien
Nach der Eroberung von Mittel- und Südamerika (Conquista) durch die Spanier erließ König Karl V. die „Gesetze über Indien“ (spanisch: Leyes de Indias) sowie die „Neuen Gesetze“ (spanisch: Leyes Nuevas), in denen er die Verwaltung der überseeischen Kolonien im „Vizekönigreich Neu-Kastilien“ organisierte und regelte.
Für die Umsetzung der Gesetze und die Unterstützung der militärischen Gouverneure waren die Real Audiencias zuständig. Sie erfüllten damit Aufgaben in der Verwaltung und im Finanzwesen, die über die eines Gerichtshofes nach heutigem Verständnis weit hinausgingen, zumal eine Gewaltenteilung unbekannt war. Neben einem Vorsitzenden und normalerweise vier Richtern (spanisch: Oidores) gab es einen Staatsanwalt (spanisch: fiscal), aber auch nachgeordnete Exekutivkräfte wie einen Büttel (spanisch: alguacil mayor), Polizeikräfte, Übersetzer usw.

## Die Gründung 1511
Nach der Landung von Christoph Kolumbus in Hispaniola 1492 etablierten die Spanier eine Kolonialherrschaft auf der Insel. 1511 erhob König Ferdinand V. den Gouverneur Diego Kolumbus (Vizekönig) zum Vizekönig und stellte ihm eine Real Audiencia in Santo Domingo an die Seite. Diego Kolumbus freilich widersetzte sich der Krone und kämpfte für mehr persönliche Macht, als ihm der König zugestehen wollte. Auch die Rechtsprechung übernahm er eigenmächtig.
So verzögerte sich die Besetzung, bis Diego Kolumbus nach Spanien zurückkehrte und König Karl V. 1526 befahl, eine Audiencia einzurichten. Sie war damit die erste Audiencia in der Neuen Welt, im Jahr darauf folgte die für das Festland zuständige Real Audiencia von Mexico (1528). Die Audiencias von Panamá (1538) und Lima und Guatemala (1543) folgten erst später.

## Zuständigkeitsgebiet
Die Audiencia von Santo Domingo war zunächst für das gesamte neu eroberte Territorium zuständig. Mit der Gründung weiterer Audiencias wurde die Verantwortung aber zunehmend geteilt. Ab 1547 war die Audiencia für das Inselgebiet der Karibik, später auch für die spanischen Besitzungen in Florida und Louisiana (Kolonie) sowie den Norden des heutigen Venezuela zuständig.

## Audiencia im Vizekönigreich
Mit der Einrichtung des Vizekönigreiches Neuspanien berichtete der Vorsitzende zugleich als Generalkapitän von Santo Domingo an den Vizekönig in Mexiko-Stadt.
Mit dem Wachstum der Kolonie verlor Hispaniola an Bedeutung im spanischen Kolonialreich. Die Bodenschätze, die in Spanien der wesentliche Antrieb für die Kolonialherrschaft waren, kamen vom Festland, die wichtigsten Häfen für den Transatlantikhandel entstanden in Veracruz (Veracruz) und Havanna auf Kuba.

## Konkretisierung der Aufgaben 1680
Mit der Recopilación de Leyes de Indias fasste die spanische Krone 1680 die Einzelbestimmungen in der Neuen Welt, die über die Jahre erlassen worden waren, zu einem Gesetzestext zusammen. Für die Audiencia von Santo Domingo wurde eine Zahl von vier Oidores festgelegt.

## Reformen
Mit der Gründung des Vizekönigreiches Neugranada ging die Verantwortung für die Provinzen auf dem venezolanischen Festland zunächst 1718, endgültig 1740 an die Real Audiencia von Santa Fé de Bogotá über.

## Umzug und Auflösung
Im Frieden von Basel trat Spanien die Insel Hispaniola 1795 an Frankreich ab. Die Verwaltung über die spanische Karibik sowie Louisiana und Florida zog nach Puerto Príncipe (das heutige Camagüey auf Kuba) um. In den folgenden Jahren hatten die Spanier gegen Napoleon Bonaparte zu kämpfen, und die Kolonien in Amerika wurden nach und nach unabhängig oder abgetreten. Die Rechtsprechung und Kolonialverwaltung erstreckte sich nur noch auf die Inseln Kuba und Puerto Rico.
Für Puerto Rico wurde 1835 eine eigene Audiencia eingerichtet. 1838 gründeten die Spanier eine weitere Audiencia in Havanna, die für den Westen Kubas zuständig war, während die bestehende Audiencia sich fortan auf Ostkuba beschränkte. Mit der kubanischen Unabhängigkeit gingen Verwaltung und Rechtsprechung auf die Republik Kuba über.